# オオトラツグミ
オオトラツグミ（大虎鶫、大虎鶇、学名：Zoothera dauma major、英名：Amami Thrush）は、スズメ目ツグミ科に分類される鳥類の1種である。トラツグミの亜種とされていたが、トラツグミの分類の見直しにより別種ミナミトラツグミの亜種となった。独立種とする説もある。

## 分布
日本の奄美大島にのみ留鳥として生息する。隣接する加計呂麻島では、伝聞として冬に渡来した可能性が示唆されている。NPO法人奄美野鳥の会等により継続して実施されている繁殖期の調査により、2006年頃から個体数、分布域ともに回復傾向にあり、2010年頃からは300羽以上のさえずっている個体が確認されている。

## 形態
全長は約30cmで、トラツグミとその近縁種中では体が最大の個体群である。トラツグミと外見は似ており、羽の色がやや暗色で紋様が不鮮明である。野外での識別はかなりむずかしい。尾羽の枚数が、本種は12枚、トラツグミは14枚である。

## 生態
奄美大島の常緑照葉樹天然林に生息する。地上で歩きながら採食し、巣の雛には主にミミズを給餌する。枝にとまって夜をすごす（塒）。繁殖期の前半（2月〜4月初旬）には、澄んだ、響きのよい、よく通る声で夜明け前の30分程の暗い間に一斉にさえずる。繁殖期以外の季節には、繁殖期よりも広い範囲で夜も昼も散発的に（不定時、低頻度で）さえずりの声が聞かれる。

## 独立種としての扱い
本種は、2012年時点での分類ではトラツグミの亜種（学名：Zoothera dauma major）とされている が、尾羽の枚数という形態的に明らかな違いがあること、つがい形成と繁殖に重要な機能を持つさえずりがまったく異なること（トラツグミは「ヒィー、ヒィー」または「ヒョー、ヒョー」、オオトラツグミは「キョロン、ツリリ〜」）、生息地で越冬もするトラツグミ（個体群は不明）と交雑は確認されていないことなどから、独立種とする説もある（生物学的種の概念）。ユーラシア大陸の東〜東南及びヒマラヤ地帯に広く、多様な近縁個体群が分布しており、全体の系統解析が望まれる。
なお、学名は、日本鳥学会 (1974)において、 Turdus dauma amami を記載し、石田・樋口 (1990)は、その時点の世界の目録を参照して Zoothera dauma amami としているが、日本鳥学会 (2000)、日本鳥学会 (2012)及び日本鳥学会 (2024)では、Z. d. major とされている。2024年時点では、これを用いるのが誤解を招かない。一方でこの間に、トラツグミの分類が見直され、Z. daumaの亜種Z. d. aureaから種Z. aureaに昇格した。これによりオオトラツグミはトラツグミとは別種となった。なおZ. daumaには新たにミナミトラツグミの和名が提唱された。

## 人間との関わり
1990年代までは、生息地である壮齢の照葉樹林の伐採等による減少と分断化により、絶滅の危険性が高いと考えられたが、森林の回復や侵略的外来種フイリマングースの駆除事業の成果等が明らかになってきた2006年頃から、個体群は回復傾向にある。
下記の指定等をうけている。
- 日本国指定の天然記念物
- 絶滅危惧II類 (VU)（環境省レッドリスト）[17]

- 国内希少野生動植物種（種の保存法）

IUCNでは2017年の時点では、本種を独立種( Z. major)として扱い、NTと評価している。